# Regine Jolberg
Regine (auch Juliana, gerufen Julie) Jolberg, geborene Zimmern, verwitwete Neustetel (* 30. Juni 1800 in Frankfurt am Main; † 5. März 1870 in Nonnenweier) war die Begründerin eines evangelischen Diakonissenhauses, das seinen Sitz zunächst in Leutesheim hatte. Bekannt wurde sie vor allem durch die Gründung von Kindertagesstätten.

## Leben
Regine Jolberg entstammte der vermögenden jüdischen Familie Zimmern, deren Wurzeln sich in Heidelberg befanden. Ihr Vater David Zimmern (1767–1845) war ein angesehener Handelsmann und Bankier in Heidelberg. Ihre Mutter Sara (1777–1832) war die Tochter des Kaufmanns Amschel Moses Flörsheim aus Frankfurt am Main. Regines älterer Bruder Sigmund Wilhelm Zimmern wurde Rechtswissenschaftler und Professor an den Universitäten in Heidelberg und Jena.
Ihre schulische Ausbildung lag zunächst in der Hand von Hauslehrern. Als Zehnjährige wurde sie von ihren Eltern in ein christliches Internat gegeben. In ihrem Lebensrückblick schrieb sie: „Hier ging mir eine neue Welt auf. Die Sonn- und Festtage mit ihrer Feierlichkeit machten einen tiefen Eindruck auf mein Herz, besonders das herrliche Weihnachtsfest, welches mit dem Choral ‚Dies ist der Tag, den Gott gemacht‘ eröffnet wurde.“

### Jugend
Nach fünf Jahren verließ Regine Zimmern das Internat und kehrte in ihre Familie zurück. Sie wurde in die bürgerliche Gesellschaft Frankfurts eingeführt, wobei es zu prägenden Begegnungen mit der englischen, französischen und italienischen Literatur kam. Auch die Musik spielte im Haus der Eltern eine große Rolle. Neben der obligatorischen Hausmusik wurden im Anwesen der Familie auch Kammerkonzerte veranstaltet.

### Ehe mit Joseph Neustetel
Bei diesen literarisch-geschichtlichen Gesellschaftsabenden lernte sie den promovierten Juristen Joseph Hubertus Neustetel kennen und heiratete ihn 1821. Die Trauung wurde nach jüdischem Ritus vollzogen. Aus der Ehe gingen zwei Töchter, Emma und Mathilde, hervor. Mathilde heiratete später Martin Gottlieb Wilhelm Brandt (1818–1894), Mädchenschuldirektor in Saarbrücken. Die Altphilologen Samuel Brandt und Paul Brandt waren Söhne von Mathilde und M.G.W. Brandt.
Als Regines Mann in den ersten Ehejahren schwer erkrankte, rieten die Ärzte dem Ehepaar zu einem längeren Kuraufenthalt im wärmeren Nizza. Nach einer vorübergehenden Besserung starb ihr Mann in Nizza. Ein englischer Prediger, den sie während ihres Kuraufenthaltes in Nizza kennengelernt hatten, leitete die Trauerfeier auf dem protestantischen Friedhof der südfranzösischen Stadt. Glaubensgespräche, die sie mit dem Geistlichen in diesem Zusammenhang führte, ließen in ihr den Entschluss reifen, zum Christentum zu konvertieren.

### Ehe mit Salomon Jolberg
Als junge Witwe lebte Regine Neustetel mit ihren Kindern zunächst in Heidelberg. Hier begegnete sie nach zwei Jahren dem Juristen Salomon Jolberg, ihrem früheren Hauslehrer. Sie nahmen gemeinsam an einem christlichen Konvertitenkurs in Heilbronn teil und ließen sich Taufe am 18. September 1826 taufen, wobei Regine den Vornamen Juliana annahm, Salomon den Namen Gottfried Theodor. Nach der Heirat am  16. November 1826 brachte Regine Jolberg zwei weitere Kinder zur Welt, die aber jeweils kurz nach der Geburt starben. 1829 starb auch Salomon Jolberg in Stuttgart, wohin sie kurz zuvor gezogen waren. Sie war nun ganz mit der Erziehung der Töchter und der Pflege ihres Vaters beschäftigt, in dessen Haus in Heidelberg sie nach dem Tod der Mutter 1832 lebte. Hier engagierte sie sich auch in der 1835 vom Armen- und Frauenverein gegründeten Kleinkindschule. 

### Arbeitsschule und Mutterhaus
Der Kontakt zu pietistischen Pfarrern wie Albert Knapp und Karl Mann weckte in ihr den Wunsch, sich noch stärker im Sinne der christlichen Wohltätigkeit zu engagieren. So zog sie 1840 in das Pfarrhaus von Ernst Friedrich Fink in Leutesheim bei Kehl. Dort gründete sie eine Arbeitsschule für Tagelöhnerkinder. Weil sie gebeten wurde, auch in umliegenden Dörfern solche Kleinkinderschulen einzurichten, gründete sie 1844 ein Mutterhaus zur Ausbildung von Kinderpflegerinnen, die 1846 staatliche Anerkennung erhielt. 1849 erzwang die Badische Revolution ein Ausweichen nach Langenwinkel (heute Stadtteil von Lahr/Schwarzwald). 1851 übersiedelte die Einrichtung, die inzwischen als Diakonissenhaus organisiert war, schließlich in das Schlösschen des Freiherrn Böcklin in Nonnenweier. Die ausgebildeten Schwestern arbeiteten in „Kinderpflegen“ (so die von Jolberg bevorzugte Bezeichnung, da sie ausdrücklich keine Analogie zu Schulen wollte) nicht nur in Baden, sondern auch in der Pfalz, in der, Schweiz, in Württemberg und Hessen. Bis 1870 waren es in Nonnenweier, in den ebenfalls gegründeten Schwesternheimen in Wilchingen und Neuenheim mehr als 350 Kinderpflegerinnen, die eine Ausbildung erhielten. Die Nachfolgeorganisation ist die Evangelische Fachschule für Sozialpädagogik Regine Jolberg in Lahr.